# Оссеніссе
Оссеніссе (нід. Ossenisse) — село в нідерландській провінції Зеландія. Входить до муніципалітету Гюлст.
Його площа становить 11,69 км², а населення станом на 2021 рік складало 310 осіб.
Перша згадка про населений пункт датується 1164 роком.
До 1936 року мало статус окремого муніципалітету.

## Галерея

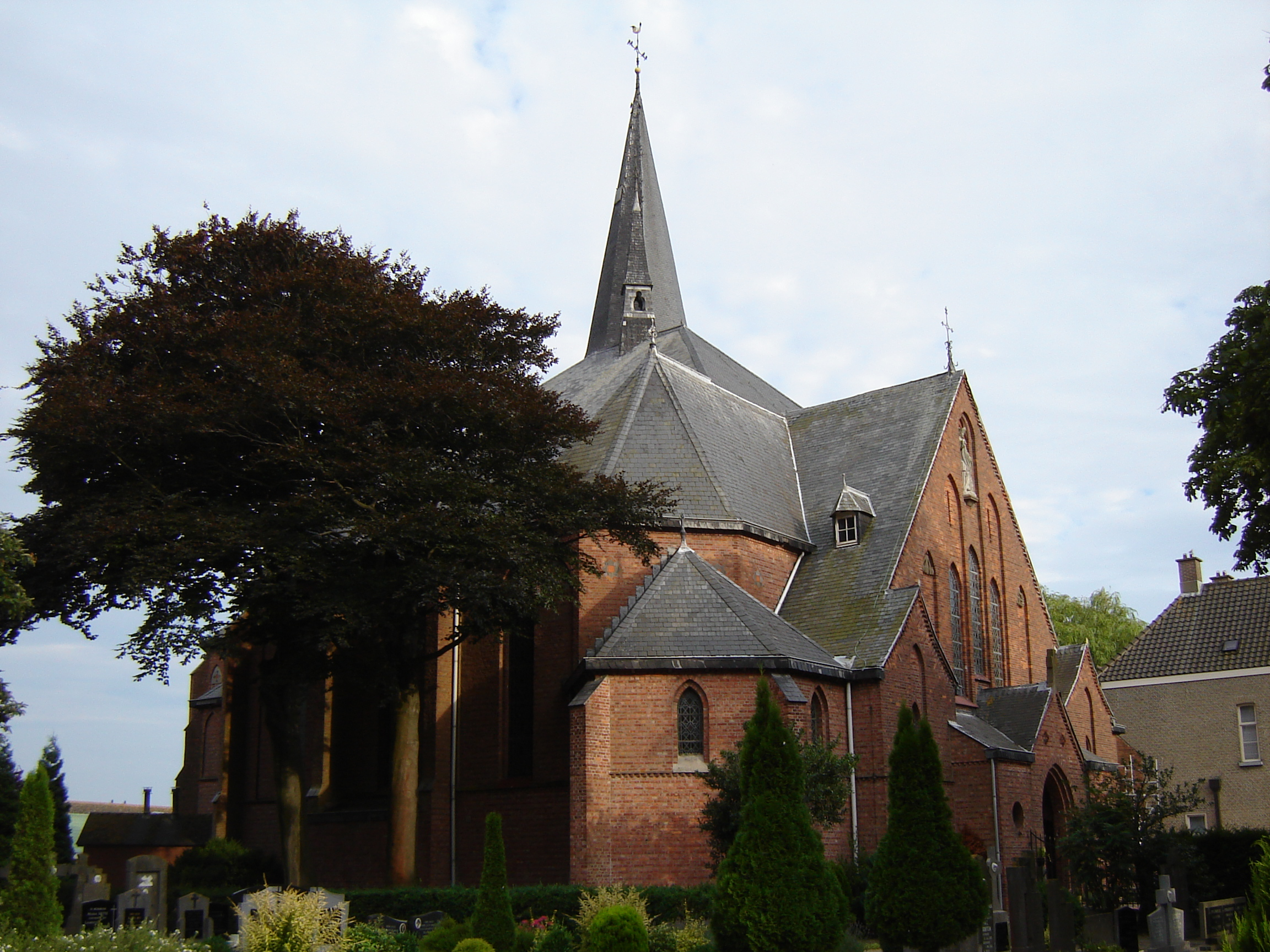
Церква св. Віллібрордуса